# Akademiøkonom
Akademiøkonom var fra 1977 til 2000 betegnelsen for en et- til treårig videregående uddannelse på en handelsskole. Betegnelsen forsvandt ved reformen af de korte videregående uddannelser.
Man kunne specialisere sig i eksport, markedsføring og detailhandel. Under uddannelsen var man i lønnet praktik hos en virksomhed.